# Anzolu
Anzolu è un comune dell'Azerbaigian situato nel distretto di Lerik. Conta una popolazione di 395 abitanti.